# USS Ochlockonee (AOG-33)
USS Ochlockonee (AOG-33) – amerykański tankowiec typu Mettawee z okresu II wojny światowej.
Stępkę jednostki, pod starym oznaczeniem MC hull 1530, położono 18 października 1944 w stoczni East Coast Shipyard Inc. w Bayonne (stan New Jersey). Zwodowano go 19 listopada 1944, matką chrzestną była żona Alberta Robinette’a. Jednostka została nabyta przez US Navy 18 grudnia 1944 i weszła do służby 29 grudnia 1944, pierwszym dowódcą został Lt. Arthur W. Walker, USCG.

## Służba w czasie II wojny światowej
Po próbach morskich na wodach zatoki Chesapeake „Ochlockonee” opuścił Norfolk 15 lutego 1945 roku. Popłynął na Hawaje odwiedzając po drodze Arubę, Kanał Panamski, San Diego. Do celu dotarł 14 kwietnia. Operował z Pearl Harbor przez resztę wojny pływając z produktami ropopochodnymi wśród wysp hawajskich oraz wysp Johnston i Canton.

## Okres powojenny
Jednostkę wycofano ze służby w San Pedro 14 stycznia 1946 roku. Skreślono z listy jednostek floty 7 lutego. Do Maritime Administration zwrócono zbiornikowiec 21 czerwca. Następnie wszedł do służby cywilnej jako „Texaco No.10”, później przemianowany na „Vincent Tibbetts”. Służył do roku 2001. Zatopiony 5 września 2002 roku w celu utworzenia sztucznej rafy w pobliżu wybrzeża New Jersey

## Medale i odznaczenia
Załoga „Ochlockonee” była uprawniona do noszenia następujących odznaczeń:
- Medal Kampanii Amerykańskiej
- Medal Kampanii Azji-Pacyfiku
- Medal Zwycięstwa w II Wojnie Światowej